# وزارة الدفاع (مصر)
وزارة الدفاع المصرية هي الوزارة المسؤولة عن القوات المسلحة المصرية وتنظيمها وإدارة شؤونها ومنشآتها ومرافقها والعمل على تطويرها وصيانتها. كما تتولى أيضا شؤون الكليات العسكرية والتجنيد والتعبئة والمحاربين القدامى وإدارة المصانع الحربية بمصر. نشأت الوزارة تحت اسم نظارة الجهادية ثم تحولت بعد ذلك إلى وزارة الحربية وظل التعامل بهذا الاسم حتى عام 1980 إذ غُيّر اسمها إلى وزارة الدفاع في عهد الرئيس مُحمد أنور السادات.

## تاريخ الوزارة
يعود تاريخ الوزارات الحربية في الدول الإسلامية إلى عهد عمر بن الخطاب عند تأسيسه لديوان الجند كجهة مسؤولة عن الجند والقادة ورواتبهم. واستمر العمل بها لقرون طويلة. وبعد تولي محمد علي حكم مصر عام 1805 عمل على تطوير الجيش المصري على الطراز الحديث، حيث تم إضافة السجلات والرتب العسكرية وسن التجنيد الإجباري وأول من تولّى مسئولية الديوان هو محمد لاظوغلي باشا.
وفي عام 1878 تم إنشاء أول نظارة في تاريخ مصر تحت رئاسة نوبار باشا وتولّى نظارة الجهادية وقتها راتب باشا  ثم أفلاطون باشا ثم شاهين باشا ثم عثمان رفقي باشا الذي تسبب تفضيله للأتراك والشراكسة وإساءة معاملته الضباط المصريين إلى تذمرهم وغضبهم. فقام بالقبض على أحمد عرابي ورفاقه مما دفع الجيش إلى التحرك وتحريرهم والتقدم بعريضة إلى الخديوي توفيق الذي وافق مضطرًا على عزل عثمان رفقي باشا وتعيين محمود سامي البارودي بدلًا منه. وبعدها بأشهر قامت الثورة العرابية وتولِى أحمد عرابي نظارة الجهادية حتى الاحتلال البريطاني لمصر فأعاد المحتلين تنظيم الجيش وأنشؤوا منصب رئيس الأركان، وتغيٌر اسم نظارة الجهادية إلى وزارة الحربية والبحرية.
واستمر العمل بهذا الاسم حتى عام 1915 حيث تم تغيير أسماء النظارة إلى وزارة وأصبح اسمها وزارة الحربية. وظل العمل بهذا الاسم حتى عام 1978 بعد إبرام اتفاقية السلام مع إسرائيل وتحولت إلى وزارة الدفاع حيث كانت إحدى بنود المعاهدة، إلا أن بعض المحللين رجّحوا أن اقتراح الاسم تم قبل الاتفاقية حتى يتسق مع الوضع السلمي وحتى لا توصف مصر أنها دولة تبادر بالهجوم، لأنه من غير اللائق أن يكون الاسم الرسمي للجيش الإسرائيلي هو «الجيش الإسرائيلي» والوزارة تسمى بـ«الدفاع» بينما لا تحظى مصر بنفس التسمية.

## مساعدو الوزير
- أمين عام وزارة الدفاع.
- مساعد وزير الدفاع للشؤون الدستورية والقانونية.[9]
- مساعد وزير الدفاع للعلاقات الخارجية.[10]
- مساعد وزير الدفاع لشؤون التسليح.[11]
- مساعد وزير الدفاع للشؤون المالية.[12]
- مساعد وزير الدفاع للإعداد والتموين والشؤون العلاجية.[13]

## الأمين العام
أمين عام وزارة الدفاع، يشغل منصب أمين سر المجلس الأعلى للقوات المسلحة.
- لواء أركان حرب / نبيل حسب الله.[14]
- لواء أركان حرب / أيمن نعيم ثابت.[15]
- فريق / أحمد فتحي خليفة.[16]
- لواء أركان حرب / فهمي هيكل.[17]
- لواء أركان حرب / أشرف فارس.[18][19]
- لواء أركان حرب / عماد الغزالي.[20]
- لواء أركان حرب / محمد عبد اللاه.[21]
- لواء أركان حرب / محمد فريد حجازي.[22]
- لواء أركان حرب / نبيل المهندس.[23]
- لواء أركان حرب / عادل عمارة.[24]
- لواء أركان حرب / فؤاد سند.[25]
- لواء أركان حرب / محمد ماجد فرج.[26]
- لواء أركان حرب / محفوظ عبد الباسط حمدي.[27][28]
- لواء أركان حرب / هتلر أحمد طنطاوي.[29]
- لواء أركان حرب / أحمد نوح أحمد.[30]
- لواء أركان حرب / عبد رب النبي حافظ.[31]
- لواء أركان حرب / فهيم شديد عطيفة.[32]
- لواء أركان حرب / حسن مجيد الجريدلي.[33]
- لواء أركان حرب / محمد أمير الناظر.[34]

## القوات
| - القوات البرية - القيادة الموحدة لمنطقة شرق القناة - الجيش الثاني الميداني. - الجيش الثالث الميداني. - المنطقة المركزية العسكرية. - المنطقة الشمالية العسكرية. - المنطقة الجنوبية العسكرية. - المنطقة الغربية العسكرية. | - القوات الجوية. - القوات البحرية. - قوات الدفاع الجوي. | - قوات حرس الحدود. - قوات الحرس الجمهوري. - قوات الدفاع الشعبي والعسكري. | - قوات الصاعقة. - قوات المظلات. - قوات التدخل السريع. |

## الأجهزة والجمعيات والمؤسسات
| - جهاز مشروعات الخدمة الوطنية. - جهاز مشروعات الأراضي. - جهاز الخدمات العامة. - الجهاز الوطني لتنمية شبه جزيرة سيناء. | - جهاز الرياضة. - جهاز الصناعات والخدمات البحرية. - جهاز مراقبة وضمان الجودة. | - جهاز الأمن الحربي. - جهاز الاستطلاع. - جهاز النقل العام. | - جمعية المحاربين القدماء وضحايا الحرب. - مؤسسة قروض الضباط. - مؤسسة صندوق الجلاء. |

## الهيئات
| - هيئة التسليح - هيئة العمليات - هيئة التدريب | - هيئة التفتيش - هيئة البحوث العسكرية - هيئة القضاء العسكري | - هيئة التنظيم والإدارة - هيئة الشئون المالية - هيئة الاستخبارات العسكرية | - الهيئة الهندسية - هيئة الإمداد والتموين |

### الإدارات
| - إدارة الشؤون المعنوية. - إدارة السجلات العسكرية. - إدارة شؤون الضباط. - إدارة شؤون العاملين المدنيين. - إدارة التأمين والمعاشات. - إدارة التجنيد والتعبئة. - إدارة نظم المعلومات. - إدارة التعليم والتدريب المهني. - إدارة النوادي والفنادق. | - إدارة المخابرات الحربية والاستطلاع. - إدارة الشرطة العسكرية. - إدارة التحريات العسكرية. - إدارة المحاكم العسكرية. - إدارة السجن الحربي. - إدارة الإشارة. - إدارة المشاة. - إدارة المدرعات. - إدارة المدفعية. | - إدارة المركبات. - إدارة الحرب الكيميائية. - إدارة الحرب الإلكترونية. - إدارة الأسلحة والذخيرة. - إدارة الأشغال العسكرية والإبرار. - إدارة المهندسين العسكريين. - إدارة المساحة العسكرية. - إدارة المياه. - إدارة المشروعات الكبرى. | - إدارة المتاحف العسكرية. - إدارة الخدمات الطبية. - إدارة الخدمات البيطرية. - إدارة الوقود. - إدارة المهمات. - إدارة النقل. - إدارة المطبوعات والنشر. - إدارة التعيينات. - إدارة الموسيقات العسكرية. |

## الكليات والمعاهد التدريبية العسكرية
- الأكاديمية العسكرية المصرية (الكلية الحربية، الكلية البحرية، الكلية الجوية، كلية الدفاع الجوي).
- الأكاديمية العسكرية للدراسات العليا والاستراتيجية "أكاديمية ناصر العسكرية العليا سابقاً" (كلية القادة والأركان، كلية الحرب العليا، كلية الدفاع الوطني، مركز الدراسات الإستراتيجية)
- الأكاديمية الطبية العسكرية (معهد طب الطيران والفضاء العسكري، معهد الصحة والوقائيات العسكري، معهد الطب البحري، معهد الطب العسكري)

| - كلية الطب بالقوات المسلحة - الكلية الفنية العسكرية - كلية الضباط الاحتياط - كلية الطب العسكري | - الكلية العسكرية لعلوم الإدارة - المعهد الفني - معهد ضباط الصف المعلمين - المعهد الصحي - ذكور - المعهد الصحي - إناث | - معهد المشاة - معهد المدفعية - معهد اللغات |

- معهد نظم المعلومات - (تابع لإدارة نظم المعلومات)

## المراكز المساعدة
- مركز العمليات الرئيسي
- مركز الدراسات الإستراتيجية - (تابع لأكاديمية ناصر العسكرية العليا)
- مركز الإعلام العسكري المتطور - (تابع لإدارة الشئون المعنوية)
- مركز الشئون النفسية - (تابع لإدارة الشئون المعنوية)
- مركز المعلومات الرئيسي «الشبكة العسكرية للمعلومات» - (تابع لإدارة نظم المعلومات)
- مركز الدعم الفني - (تابع لإدارة نظم المعلومات)
- مركز تأهيل الحاسبات - (تابع لإدارة نظم المعلومات)
- مركز الإمداد الآلي - (تابع لإدارة الأسلحة والذخيرة)
- مركز الرماية والتدريب التكتيكي (قوات الدفاع الجوي)
- مركز البحوث الفنية والتطوير (قوات الدفاع الجوي)
- مركز البحث والإنقاذ
- مركز إدارة الأزمات

## الدور المساعدة
- دار الدفاع للصحافة والنشر
- دار المحفوظات المركزية العسكرية

## التشريعات المنظمة
- القانون رقم 246 لسنة 1955 في شأن إنشاء مؤسسة للقروض لضباط القوات المسلحة وتعديلاته
- القانون رقم 232 لسنة 1959 في شأن شروط الخدمة والترقية لضباط القوات المسلحة وتعديلاته
- القانون رقم 234 لسنة 1959 في شأن قواعد خدمة الضباط الاحتياط بالقوات المسلحة وتعديلاته
- القانون رقم 087 لسنة 1960 في شأن التعبئة العامة وتعديلاته
- القانون رقم 025 لسنة 1966 في شأن القضاء العسكري وتعديلاته
- القانون رقم 004 لسنة 1968 في شأن القيادة والسيطرة على شؤون الدفاع عن الدولة وعلى القوات المسلحة وتعديلاته
- القانون رقم 055 لسنة 1968 في شأن منظمات الدفاع الشعبي وتعديلاته
- القانون رقم 050 لسنة 1974 في شأن إنشاء مؤسسة صندوق الجلاء للقوات المسلحة وتعديلاته
- القانون رقم 071 لسنة 1975 في شأن تنظيم وتحديد اختصاصات اللجان القضائية لضباط القوات المسلحة وتعديلاته
- القانون رقم 090 لسنة 1975 في شأن التقاعد والتأمين والمعاشات للقوات المسلحة وتعديلاته
- القانون رقم 092 لسنة 1975 في شأن النظام الأساسي للكليات العسكرية وتعديلاته
- القانون رقم 093 لسنة 1975 في شأن النظام الأساسي للكلية الفنية العسكرية وتعديلاته
- القانون رقم 057 لسنة 1979 في شأن إنشاء أكاديمية طبية عسكرية بالقوات المسلحة وتعديلاته
- القانون رقم 069 لسنة 1980 في شأن النظام الأساسي للمعهد الفني للقوات المسلحة وتعديلاته
- القانون رقم 127 لسنة 1980 في شأن الخدمة العسكرية والوطنية وتعديلاته
- القانون رقم 123 لسنة 1981 في شأن خدمة ضباط الشرف وضباط الصف والجنود بالقوات المسلحة وتعديلاته
- القانون رقم 128 لسنة 1981 في شأن نظام أكاديمية ناصر العسكرية العليا وتعديلاته
- القانون رقم 122 لسنة 1982 في شأن إنشاء المدارس الفنية الأساسية العسكرية وتعديلاته
- القانون رقم 099 لسنة 1983 في شأن الطعن في قرارات مجالس الكليات والمعاهد العسكرية المعدة لتخريج ضباط القوات المسلحة وتعديلاته
- القانون رقم 107 لسنة 2012 في شأن اشتراك القوات المسلحة في مهام حفظ الأمن وحماية المنشآت الحيوية في الدولة وتعديلاته
- الفانون رقم 074 لسنة 2013 في شأن إنشاء كلية طب بالقوات المسلحة وتعديلاته
- القانون رقم 020 لسنة 2014 في شأن إنشاء المجلس الأعلى للقوات المسلحة
- القانون رقم 021 لسنة 2014 في شأن إنشاء مجلس الدفاع الوطني
- القانون رقم 057 لسنة 2014 في شأن تنظيم تصوير بطاقات رجال القوات المسلحة ورجال الشرطة

## وزراء الحربية والدفاع
- محمد نجيب (1952 - 1953)
- عبد اللطيف البغدادي (1953 - 1954)
- محمد نجيب (1954 - 1954)
- حسين الشافعي (1954 - 1954) (عبد الحكيم عامر - القائد العام للقوات المسلحة)
- عبد الحكيم عامر (1954 - 1962)
- عبد الوهاب البشري (1962 - 1966) (عبد الحكيم عامر - نائب رئيس الجمهورية والقائد العام للقوات المسلحة)
- شمس بدران (1966 - 1967) (عبد الحكيم عامر - نائب القائد الأعلى للقوات المسلحة)
- عبد الوهاب البشري (1967 - 1967) (عبد الحكيم عامر - نائب القائد الأعلى للقوات المسلحة)
- أمين هويدي (1967 - 1968)
- محمد فوزي حاخوا (1968 - 1971)
- محمد صادق (1971 - 1972)
- أحمد إسماعيل (1972 - 1974)
- محمد عبد الغني الجمسي (1974 - 1978)
- كمال حسن علي (1978 - 1980)
- أحمد بدوي (1980 - 1981)
- محمد عبد الحليم أبو غزالة (1981 - 1989)
- يوسف صبري أبو طالب (1989 - 1991)
- محمد حسين طنطاوي (1991 - 2012)
- عبد الفتاح السيسي (2012 - 2014)
- صدقي صبحي (2014 - 2018)
- محمد زكي (2018 -2024)[90][91]
- عبد المجيد صقر (2024 - حتى الآن)[92][93]

## وصلات خارجية
- الموقع الرسمي لوزارة الدفاع.
- الصفحة الرسمية للمتحدث العسكري للقوات المسلحة على موقع فيس بوك.